# Марчиано, Рокки
Ро́кки Марчиа́но (англ. Rocky Marciano — на английском произносится Рокки Марсиано, настоящее имя Рокко Фрэнсис Маркеджиано, англ. Rocco Francis Marchegiano (1 сентября 1923, Броктон, штат Массачусетс, США — 31 августа 1969, Де-Мойн, штат Айова, США)) — американский боксёр-профессионал, абсолютный чемпион мира в тяжёлом весе с 23 сентября 1952 года по 30 ноября 1956 года. Единственный непобеждённый боксёр, владевший титулом чемпиона мира в тяжёлом весе. Занимает 21-е место в рейтинге лучших боксёров всех времён и народов вне зависимости от весовой категории по версии BoxRec.
После окончания профессиональной карьеры — успешный бизнесмен.

## Биография
Рокки Марчиано родился в многодетной семье итальянских иммигрантов: отец родом из Рипы-Театины (Абруццо), а мать — из Сан-Бартоломео-ин-Гальдо (Кампания). В детстве выполнял самую разную работу: убирал снег, мыл посуду, трудился землекопом, укладывал газовые трубы.

## Спорт

### Занятия бейсболом
Первым серьёзным увлечением юноши был бейсбол. Рокки считался перспективным спортсменом, но из-за перелома руки на тренировке с мечтой стать бейсболистом пришлось распрощаться.

### Боксёрская карьера
В марте 1951 года Рокки Марчиано вышел на ринг против непобеждённого боксёра Роланда Ластарцы. Бой был равный, он продлился все 10 раундов и завершился победой Марчиано раздельным решением судей. Причем один судья отдал победу Марчиано, второй — Ластарце, а третий счёл, что поединок окончился вничью, и тогда рефери в ринге, воспользовавшись правом, которым наделяли его существовавшие в то время правила, отдал победу Марчиано. Это была самая спорная победа Рокки.
В июле 1951 года Марчиано в 6-м раунде нокаутировал фактурного боксёра Рекса Лейна. Причём Рекс Лейн был в этом бою фаворитом.
В октябре 1951 года встретился с легендарным Джо Луисом. Постаревший Луис мало что мог противопоставить молодому противнику. В 8-м раунде Марчиано отправил бывшего чемпиона в нокаут.
В сентябре 1952 года Марчиано вышел на ринг против чемпиона мира в тяжёлом весе Джерси Джо Уолкотта. Марчиано впервые в карьере побывал в нокдауне. В 13-м раунде он нокаутировал чемпиона. Бой получил статус «бой года» по версии журнала «Ринг».
В мае 1953 года состоялся реванш между Марчиано и Уолкоттом. Марчиано послал претендента в нокдаун. Уолкотт не был потрясён, а просто сидел до конца на полу; когда же он на счёт 10 поднялся, рефери спорно остановил бой. Угол претендента начал спорить, но рефери не слушал их, а после удалился с ринга.
В сентябре 1953 года Марчиано вновь встретился с Роландом Ластарцой. Ла Старца больше действовал от защиты, Марчиано, напротив, — в атаке, но бой был довольно равный. В 11-м раунде Марчиано отправил Ла Старцу в тяжёлый нокдаун, тот мужественно поднялся, но Марчиано не оставлял ему шансов, и рефери остановил бой, зафиксировав технический нокаут. Бой получил статус «бой года» по версии журнала «Ринг».
В июне 1954 года Марчиано вышел на ринг против бывшего чемпиона мира в тяжёлом весе Эззарда Чарльза. Марчиано спорно победил по очкам. Большинство экспертов сочли что Чарльза ограбили.
В сентябре 1954 года состоялся реванш между Марчиано и Чарльзом. В 8-м раунде Марчиано нокаутировал соперника.
В мае 1955 года Марчиано в 9-м раунде нокаутировал малопримечательного Дона Коккелла.
В сентябре 1955 года состоялся бой между чемпионом мира в тяжёлом весе Рокки Марчиано и чемпионом мира в полутяжёлом весе легендарным Арчи Муром. Марчиано нокаутировал противника в 9-м раунде.

## Смерть
Погиб в авиакатастрофе 31 августа 1969 года в результате крушения частного самолёта Cessna 172. Пилот по причине плохой погоды пытался совершить вынужденную посадку на аэродроме в штате Айова, но самолёт врезался в дерево.

## Память
- Памятник Рокки Марчиано установлен в его родном городе Броктоне[5].
- Именем Марчиано названо почтовое отделение города Броктона[6].
- Фильм «Рокки Марчиано» (Rocky Marciano, США, 1999; режиссёр Чарльз Уинклер; в роли Рокки — Джон Фавро).
- У немецкой диско-группы Dschinghis Khan есть песня Rocky Marciano.

## Статистика боёв
В таблице перечислены результаты всех поединков боксёров.
В каждой строке указан результат поединка. Дополнительно номер поединка обозначен цветом, который обозначает итог поединка. Расшифровка обозначений и цветов представлена в нижеследующей таблице.
| Пример | Расшифровка                     |
| ------ | ------------------------------- |
|        | Победа                          |
|        | Ничья                           |
|        | Поражение                       |
|        | Планируемый поединок            |
|        | Поединок признан несостоявшимся |
| КО     | Нокаут                          |
| ТКО    | Технический нокаут              |
| PTS    | Решение судей (по очкам)        |
| UD     | Единогласное решение судей      |
| MD     | Решение большинства судей       |
| SD     | Раздельное решение судей        |
| RTD    | Отказ от продолжения боя        |
| DQ     | Дисквалификация                 |
| NC     | Поединок признан несостоявшимся |

| Бой | Дата             | Соперник                       | Место проведения                                    | Результат  | Примечание                                                                    |
| --- | ---------------- | ------------------------------ | --------------------------------------------------- | ---------- | ----------------------------------------------------------------------------- |
| 1   | 17 марта 1947    | Ли Эпперсон (дебют)            | Valley Arena, Холиок, Массачусетс, США              | KO3 (4)    |                                                                               |
| 2   | 12 июля 1948     | Гарри Биласариан (3-5-0)       | Rhode Island Auditorium, Провиденс, Род-Айленд, США | TKO1 (4)   |                                                                               |
| 3   | 19 июля 1948     | Джон Эдвардс (1-1-0)           | Rhode Island Auditorium, Провиденс, Род-Айленд, США | KO1 (4)    |                                                                               |
| 4   | 9 августа 1948   | Бобби Куинн (8-0-0)            | Rhode Island Auditorium, Провиденс, Род-Айленд, США | KO3 (4)    |                                                                               |
| 5   | 23 августа 1948  | Эдди Росс (15-0-1)             | Rhode Island Auditorium, Провиденс, Род-Айленд, США | KO1 (6)    |                                                                               |
| 6   | 30 августа 1948  | Джимми Уикс (дебют)            | Rhode Island Auditorium, Провиденс, Род-Айленд, США | TKO1 (6)   |                                                                               |
| 7   | 13 сентября 1948 | Амфри Джексон (4-2-0)          | Rhode Island Auditorium, Провиденс, Род-Айленд, США | KO1 (6)    |                                                                               |
| 8   | 20 сентября 1948 | Билл Хардеман (1-4-0)          | Rhode Island Auditorium, Провиденс, Род-Айленд, США | KO1 (6)    |                                                                               |
| 9   | 30 сентября 1948 | Гилберт Кардон (0-1-0)         | Uline Arena, Вашингтон, США                         | KO1 (4)    |                                                                               |
| 10  | 4 октября 1948   | Боб Джефферсон (3-2-0)         | Rhode Island Auditorium, Провиденс, Род-Айленд, США | TKO2 (6)   |                                                                               |
| 11  | 29 ноября 1948   | Джеймс Патрик Коннолли (8-5-0) | Rhode Island Auditorium, Провиденс, Род-Айленд, США | TKO1 (8)   |                                                                               |
| 12  | 14 декабря 1948  | Джилли Феррон (3-4-0)          | Convention Hall, Филадельфия, Пенсильвания, США     | TKO2 (6)   |                                                                               |
| 13  | 21 марта 1949    | Джонни Претци (9-5-0)          | Rhode Island Auditorium, Провиденс, Род-Айленд, США | TKO5 (10)  |                                                                               |
| 14  | 28 марта 1949    | Арти Донато (8-7-0)            | Rhode Island Auditorium, Провиденс, Род-Айленд, США | KO1 (10)   |                                                                               |
| 15  | 11 апреля 1949   | Джимми Уоллс (9-15-1)          | Rhode Island Auditorium, Провиденс, Род-Айленд, США | KO3 (10)   |                                                                               |
| 16  | 2 мая 1949       | Джимми Эванс (18-7-0)          | Rhode Island Auditorium, Провиденс, Род-Айленд, США | TKO3 (10)  |                                                                               |
| 17  | 23 мая 1949      | Дон Могар (17-9-1)             | Rhode Island Auditorium, Провиденс, Род-Айленд, США | UD10 (10)  |                                                                               |
| 18  | 18 июля 1949     | Гарри Гафт (13-7-0)            | Rhode Island Auditorium, Провиденс, Род-Айленд, США | KO3 (10)   |                                                                               |
| 19  | 16 августа 1949  | Пит Лутис (29-13-3)            | New Page Arena, Нью-Бедфорд, Массачусетс, США       | KO3 (10)   |                                                                               |
| 20  | 26 сентября 1949 | Томми Диджорджио (9-9-0)       | Rhode Island Auditorium, Провиденс, Род-Айленд, США | KO4 (10)   |                                                                               |
| 21  | 10 октября 1949  | Тед Лоури (62-49-9)            | Rhode Island Auditorium, Провиденс, Род-Айленд, США | UD10 (10)  |                                                                               |
| 22  | 7 ноября 1949    | Джо Доминик (18-10-0)          | Rhode Island Auditorium, Провиденс, Род-Айленд, США | KO2 (10)   |                                                                               |
| 23  | 2 декабря 1949   | Пэт Ричардс (23-6-5)           | Madison Square Garden, Нью-Йорк, Нью-Йорк, США      | TKO2 (8)   |                                                                               |
| 24  | 19 декабря 1949  | Фил Мускато (56-20-0)          | Rhode Island Auditorium, Провиденс, Род-Айленд, США | TKO5 (10)  |                                                                               |
| 25  | 30 декабря 1949  | Кармин Винго (16-1-0)          | Madison Square Garden, Нью-Йорк, Нью-Йорк, США      | KO6 (10)   |                                                                               |
| 26  | 24 марта 1950    | Роланд Ластарца (37-0-0)       | Madison Square Garden, Нью-Йорк, Нью-Йорк, США      | SD10 (10)  |                                                                               |
| 27  | 5 июня 1950      | Элдридж Итман (22-20-5)        | Rhode Island Auditorium, Провиденс, Род-Айленд, США | TKO3 (10)  |                                                                               |
| 28  | 10 июля 1950     | Джино Буонвино (22-11-7)       | Braves Field, Бостон, Массачусетс, США              | TKO10 (10) |                                                                               |
| 29  | 18 сентября 1950 | Джонни Шкор (30-18-2)          | Rhode Island Auditorium, Провиденс, Род-Айленд, США | TKO6 (10)  |                                                                               |
| 30  | 13 ноября 1950   | Тед Лоури (65-57-10)           | Rhode Island Auditorium, Провиденс, Род-Айленд, США | UD10 (10)  |                                                                               |
| 31  | 18 декабря 1950  | Билл Уилсон (43-11-2)          | Rhode Island Auditorium, Провиденс, Род-Айленд, США | TKO1 (10)  |                                                                               |
| 32  | 29 января 1951   | Кин Симмонс (8-8-1)            | Rhode Island Auditorium, Провиденс, Род-Айленд, США | TKO8 (10)  |                                                                               |
| 33  | 20 марта 1951    | Гарольд Митчелл (3-13-3)       | Auditorium, Хартфорд, Коннектикут, США              | TKO2 (10)  |                                                                               |
| 34  | 26 марта 1951    | Арт Генри (13-15-1)            | Rhode Island Auditorium, Провиденс, Род-Айленд, США | TKO9 (10)  |                                                                               |
| 35  | 30 апреля 1951   | Уиллис Апплегейт (11-14-2)     | Rhode Island Auditorium, Провиденс, Род-Айленд, США | UD10 (10)  |                                                                               |
| 36  | 12 июля 1951     | Рекс Лейн (34-1-2)             | Madison Square Garden, Нью-Йорк, Нью-Йорк, США      | KO6 (10)   |                                                                               |
| 37  | 27 августа 1951  | Вредди Бешор (30-13-1)         | Boston Garden, Бостон, Массачусетс, США             | KO4 (10)   |                                                                               |
| 38  | 26 октября 1951  | Джо Луис (66-2-0)              | Madison Square Garden, Нью-Йорк, Нью-Йорк, США      | KO8 (10)   |                                                                               |
| 39  | 13 февраля 1952  | Ли Саволд (100-37-3)           | Convention Hall, Филадельфия, Пенсильвания, США     | RTD6 (10)  |                                                                               |
| 40  | 21 апреля 1952   | Джино Буонвино (24-14-8)       | Rhode Island Auditorium, Провиденс, Род-Айленд, США | KO2 (10)   |                                                                               |
| 41  | 12 мая 1952      | Берни Рейнольдс (51-9-1)       | Rhode Island Auditorium, Провиденс, Род-Айленд, США | KO3 (10)   |                                                                               |
| 42  | 28 июля 1952     | Гарри Мэттьюс (81-3-5)         | Yankee Stadium, Бронкс, Нью-Йорк, США               | KO2 (10)   |                                                                               |
| 43  | 23 сентября 1952 | Джерси Джо Уолкотт (51-16-2)   | Municipal Stadium, Филадельфия, Пенсильвания, США   | KO13 (15)  | Чемпион мира в тяжёлом весе (2-я защита Уолкотта).                            |
| 44  | 15 мая 1953      | Джерси Джо Уолкотт (51-17-2)   | Chicago Stadium, Чикаго, Иллинойс, США              | KO1 (15)   | Чемпион мира в тяжёлом весе (1-я защита Марчиано).                            |
| 45  | 24 сентября 1953 | Роланд Ластарца (53-3-0)       | Polo Grounds, Нью-Йорк, Нью-Йорк, США               | TKO11 (15) | Чемпион мира в тяжёлом весе (2-я защита Марчиано).                            |
| 46  | 17 июня 1954     | Эззард Чарльз (85-10-1)        | Yankee Stadium, Бронкс, Нью-Йорк, США               | UD15 (15)  | Чемпион мира в тяжёлом весе (3-я защита Марчиано). Счёт судей: 8/6, 8/5, 9/5. |
| 47  | 17 сентября 1954 | Эззард Чарльз (85-11-1)        | Yankee Stadium, Бронкс, Нью-Йорк, США               | KO8 (15)   | Чемпион мира в тяжёлом весе (4-я защита Марчиано).                            |
| 48  | 16 мая 1955      | Дон Кокелл (66-11-1)           | Kezar Stadium, Сан-Франциско, Калифорния, США       | TKO9 (15)  | Чемпион мира в тяжёлом весе (5-я защита Марчиано).                            |
| 49  | 21 сентября 1955 | Арчи Мур (148-19-8)            | Yankee Stadium, Бронкс, Нью-Йорк, США               | KO9 (15)   | Чемпион мира в тяжёлом весе (6-я защита Марчиано).                            |